# El Relicario
El Relicario és un pasdoble compost per José Padilla el 1914, amb lletra d'Armando Oliveros i José María Castellví, redactors del diari barceloní El Liberal. La peça estava dedicada al seu amic José Pérez de Rozas.
Va ser estrenat al Teatre Eldorado de Barcelona el setembre de 1914 interpretat per Mary Focela, sense obtenir èxit malgrat cantar-ho tots els dies durant un mes.
Posteriorment l'obra es va reestrenar de nou en el mateix teatre, però interpretada per Raquel Meller, qui després d'haver analitzat el text i la música va observar un cert contrasentit en el pasdoble: la música era alegre, però la lletra era trista, ja que tracta d'amor i de mort. Per això va decidir reestrenar l'obra vestint-se de negre amb mantilla ampla, amb un únic focus sobre ella i amb l'orquestra tocant a baixa intensitat. Raquel a més varia la forma de la cançó, ja que la segona estrofa, en lloc de cantar-la, la recita sobre la música. La posada en escena era desconeguda fins llavors, per la qual cosa va obtenir un gran èxit, sent obligada a repetir la peça.
Raquel Meller va interpretar El Relicario al Trianón Palace (avui Teatro Alcázar) de Madrid, en el teatre Olympia de París i a l'Hipodrome Theatre de Londres el 1920. A París la cançó va obtenir tal èxit que es van vendre 110.000 exemplars de l'edició i es va crear una moda amb bastons, barrets, mocadors, guants, etc., inspirats en El Relicario.

## El Relicario fora del teatre
La peça també va ser interpretada per grans cantants com Celia Gámez o Concha Piquer. Sara Montiel la va cantar en el seu reeixit film El último cuplé. El 1952, als Estats Units, Eisenhower es va presentar en la tribuna per proclamar la seva candidatura a la presidència del país mentre una banda de música executava la peça, convertint-se en la banda sonora de la seva campanya electoral. La peça també ha estat interpretada al cinema en la pel·lícula de 1986 Ginger i Fred dirigida per Federico Fellini.